# Pajala och Korpilombolo tingslag
Pajala och Korpilombolo tingslag var ett tingslag i Norrbottens län i Norrbotten som omfattade nuvarande Pajala kommun. Ytan var 1934 8 119 km², varav land 7 897, och där fanns 11 769 invånare. Tingsställen var Pajala samt Korpilombolo kyrkbyar. 
Tingslaget bildades den 1 januari 1928 (enligt beslut den 18 mars 1927) genom av ett samgående av Pajala tingslag och Korpilombolo tingslag. Tingslaget upphörde 1971 då verksamheten överfördes till Haparanda tingsrätt. 
Tingslaget ingick i Torneå domsaga.

## Socknar
Tingslagets område omfattade följande socknar:

Hörde före 1928 till Pajala tingslag
- Pajala socken
- Junosuando socken

Hörde före 1928 till Korpilombolo tingslag
- Korpilombolo socken
- Tärendö socken

## Kommuner
Tingslaget bestod den 1 januari 1952 av följande kommuner:
- Junosuando landskommun
- Korpilombolo landskommun
- Pajala landskommun
- Tärendö landskommun